# Lelex aus Naryka
Lelex aus Naryka (altgriechisch Λέλεξ Lélex oder Λέλεγες Léleges, deutsch ‚der Redegewandte‘) wird von Ovid unter den Teilnehmern an der Jagd auf den Kalydonischen Eber genannt. 
Lelex stammte aus der Stadt Naryka in der Lokris und erzählte die Geschichte von Philemon und Baucis, die in Phrygien in Gestalt zweier Bäume als Götter verehrt würden. Als ältere Respektsperson bürgte er für die Wahrheit der Geschichte.